# Xec britànic
L'anomenat xec britànic és un descompte en la contribució del Regne Unit al pressupost de la Unió Europea.
El descompte es calcula aproximadament com 2/3 del dèficit fiscal del Regne Unit amb la UE, és a dir 2/3 de la diferència positiva entre les aportacions del Regne Unit al pressupost de la Unió i el que aquesta li retorna en forma de prestacions i transferències.
Actualment (2005) el xec britànic ascendeix a £3bn (4,35bn d'euros) l'any. Malgrat això el Regne Unit és el segon màxim contribuent net només darrere d'Alemanya i el quart si ens referim en termes per capita.
El xec britànic distorsiona les sol·licituds de finançament de la UE. El govern britànic és conscient que 2/3 del finançament demanat a la UE seran a la pràctica deduïts del xec britànic. Per tant, l'incentiu a sol·licitar finançament de la Unió Europea és molt menor i més encara tenint en compte que normalment els fons de la UE només suposen un finançament parcial i requereixen que el projecte sigui cofinançat per les autoritats locals i, per tant, encara augmenta més la despesa pública britànica. Els altres estats membres, les contribucions dels quals no es veuen afectades pels fons rebuts no tenen incentius a moderar les seves sol·licituds de finançament. El resultat final és que es produeix un efecte reductor de la despesa de la Unió Europea al Regne Unit i, per tant, un agreujament del dèficit que el xec britànic estava destinat a corregir.

## Història
El descompte fou negociat per Margaret Thatcher el 1984 com a mecanisme de compensació pel fet que la major part del pressupost de la Unió Europea es destina a finançar la Política Agrícola Comuna (CAP), de la qual el Regne Unit es beneficia molt poc perquè el seu sector agrícola és molt petit (en termes de percentatge sobre el PIB). Un dels motius per al qual s'aprovà el descompte fou que en aquell moment el Regne Unit era el tercer estat membre més pobre de la Comunitat Econòmica Europea (ara Unió Europea).

## Pressió per a la reforma
En els últims anys diversos estats membres han fet pressió per a l'eliminació d'aquest descompte però el govern britànic ha resistit totes les crides a la seva cancel·lació (la decisió hauria de ser presa per unanimitat del Consell).

### Arguments per a l'eliminació
La incorporació de nous estats membres considerablement més pobres que els 15 estats que formaven part la Unió fins al 2004, suposarà un augment considerable de les despeses de la PAC i del pressupost en general i això implica que el xec britànic és difícil d'acomodar dins del pressupost.
Un dels arguments esgrimits és també el fet que les ajudes a l'agricultura ja no suposen el 70% del pressupost com succeïa el 1984. Per tant, el fet que el Regne Unit es beneficiï poc d'aquestes ajudes és menys rellevant.
Existeix també l'argument moral que els nous estats membres són substancialment més pobres que el Regne Unit i que, per tant, en certa manera amb el xec britànic el Regne Unit no assumeix els costos de l'ampliació.

### Arguments en defensa del xec britànic
El govern britànic esgrimeix que malgrat el xec britànic la contribució neta britànica és el doble que la francesa i el triple que la italiana. Si s'eliminés el xec britànic, el Regne Unit esdevindria el major contribuent net al pressupost de la Unió i el segon en termes per capita, cosa que seria molt impopular entre l'opinió pública britànica ja de per si força euroescèptica.
La Comissió estima que en el cas de mantenir-se inalterat el xec britànic aquest augmentarà fins a uns 7bn d'euros durant el període 2007-2014.
També segons estimacions de la Comissió, si s'eliminés el descompte, entre 2008 i 2013 la contribució neta britànica en termes de percentatge del PIB ascendiria fins a un 0,62% (0,55% pels Països Baixos i 0,52% per Alemanya).